# Unearth
Gli Unearth sono un gruppo metalcore statunitense, formatosi nel 1998 a Boston (Massachusetts).
La loro musica è un classico metalcore, significativamente influenzato dagli svedesi At the Gates e caratterizzato da complessi e armonici riff di chitarra, growl, testi politici, chitarre a 7 corde e bassi a 5 corde.

## Storia del gruppo

### 1998-2003
Il gruppo nasce grazie alla fusione tra il cantante dei Second Division, Trevor Phipps, e gli allora Point 04 cioè Ken Susi, Buz McGrath, Mike Rudberg e Chris Rybicki.
L'anno dopo pubblicano attraverso una piccola etichetta indipendente, la Endless Fight Records, il loro primo EP intitolato Above the Fall of Man, nel 2000 la band firma un contratto con la Eulogy Records con cui pubblicano 2 album: The Stings of Conscience e Endless nel 2002.
Durante la registrazione del secondo Rybicki lascia il gruppo per essere sostituito da John Maggard.

### 2003-2005
Il gruppo partecipa a festival importanti come il New England Metal and Hardcore Festival l'Ozzfest, Rudberg lascia il giorno dopo la performance del SWSW del 2003. Anche McGrath lascia la band per problemi personali salvo poi rientrare poco tempo dopo.
Come sostituti temporali arrivano Paulie Antignani degli Sworn Enemy e Kia Eshgi degli A Static Lullaby.
Con il ritorno di McGrath e con Mike Justain proveniente The Red Chord batterista a tempo pieno viene pubblicato The Oncoming Storm via Metal Blade Records il 29 giugno 2004.

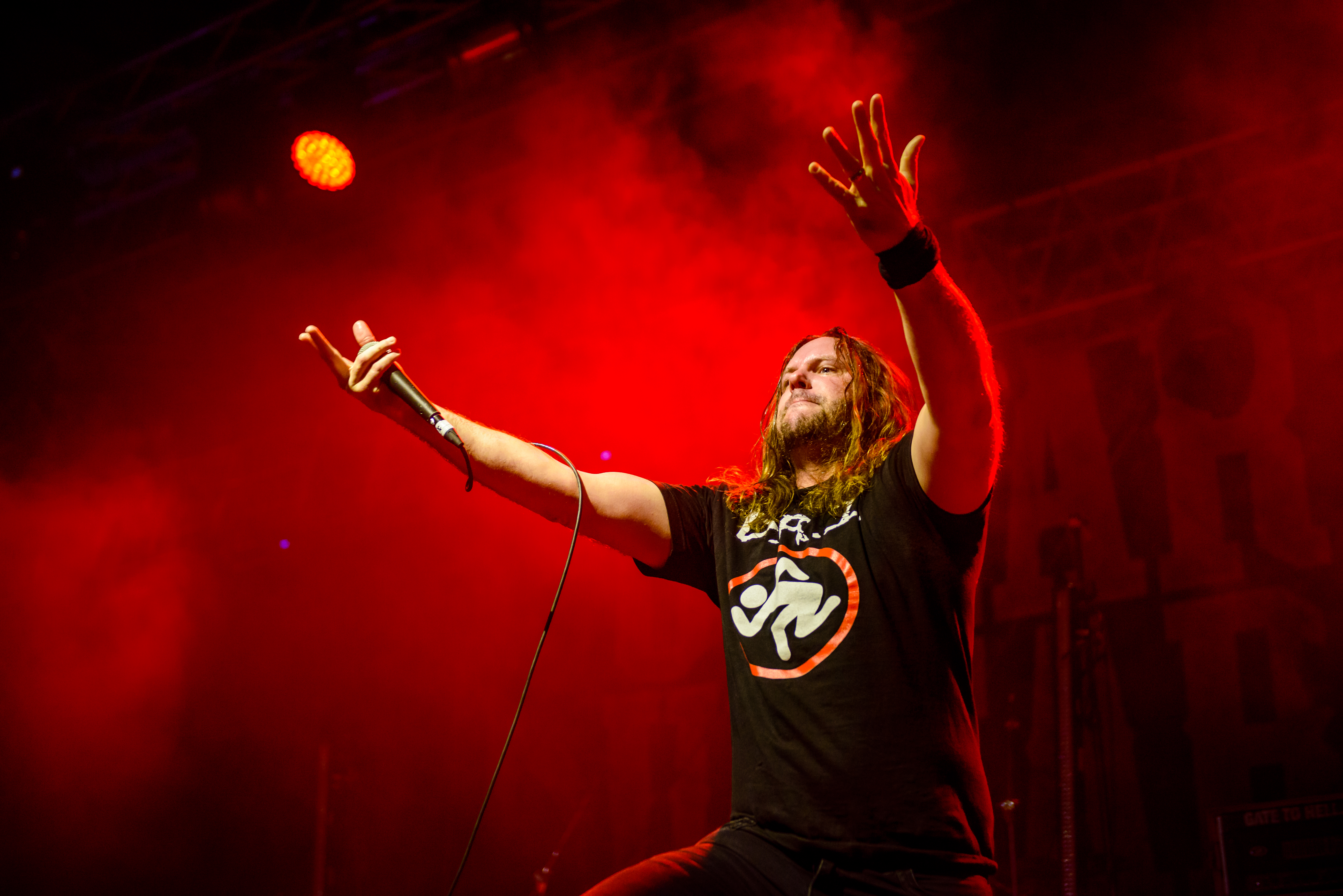
Trevor Phipps al Ruhpott Metall Meeting 2016

Poco tempo dopo avrebbero cominciato l'Headbangers Ball US Tour insieme a Killswitch Engage, Shadows Fall e Lamb of God. L'anno dopo sarà la volta di un tour con gli Slipknot e della prima edizione Sounds of Underground insieme a Norma Jean, Gwar e All That Remains

### 2006-Oggi
Ad inizio 2006 iniziano a scrivere il nuovo album dal titolo III: In The Eyes of Fire che viene registrato con Terry Date a Seattle e che viene pubblicato non prima dell'8 agosto 2006.
Nel frattempo arriva la seconda partecipazione all'Ozzfest e cominciano il loro tour da headliner chiamato Sanctity of Brothers con Bleeding Through e Terror.
Ad inizio 2007, dopo aver partecipato insieme al Loud Park Festival in Giappone qualche mese prima, Unearth e Slayer cominciano un tour negli Stati Uniti.
Importante anche la loro partecipazione al tour statunitense dei Dimmu Borgir, insieme a DevilDriver e Kataklysm.

## Formazione

### Formazione attuale
- Trevor Phipps - voce (1998-)
- Buz McGrath - chitarra (1998-)
- Ken Susi - chitarra (1998-)
- John "Slo" Maggard - basso (2002-)
- Nick Pierce - batteria (2012-)

### Ex componenti
- Chris "Rover" Rybicki - basso (1998-2002)
- Mike Rudberg - batteria (1998-2002)
- Kia Eshghi - chitarra
- Peter Layman - chitarra
- Paulie Antignai - batteria
- Mike Justian - batteria (2003 - 2007)
- Derek Kerswill - batteria (2007-2012)

### Ospiti
- Gene Hoglan - batteria (tour estate 2007)
- Justin Foley - batteria (tour 2011)

## Discografia
Album in studio
- 2001 - The Stings of Conscience
- 2004 - The Oncoming Storm
- 2006 - III: In the Eyes of Fire
- 2008 - The March
- 2011 - Darkness in the Light
- 2014 - Watchers of Rule
- 2018 - Extinction(s)
- 2023 - The Wretched; The Ruinous

EP
- 1999 - Above the Fall of Man
- 2002 - Endless

Raccolte
- 2005 - Our Days of Eulogy

## Videografia
Videoclip
- One Step Away
- Black Hearts Now Reign
- The Great Dividers
- Zombie Autopilot
- Endless
- Giles
- Sanctity of Brothers
- My Will Be Done

DVD/VHS
- 2004 - Unearth Sampler (Live In Long Island)
- 2008 - Alive from the Apocalypse